# Horcher (Berlin, Madrid)
Das Restaurant Horcher in Berlin war zwischen 1904 und 1944 eines der bekanntesten Restaurants der damaligen Reichshauptstadt. 1944 wurde das Restaurant von der Betreiberfamilie nach Madrid verlagert, wo es noch heute existiert.

## Geschichte

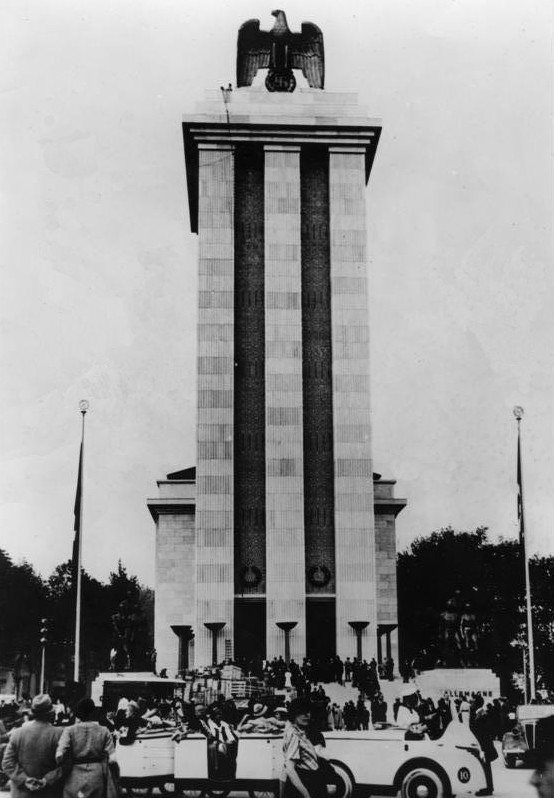
Der Deutsche Pavillon der Pariser Weltausstellung 1937, dessen Dachterrassenrestaurant von Otto Horcher betrieben wurde

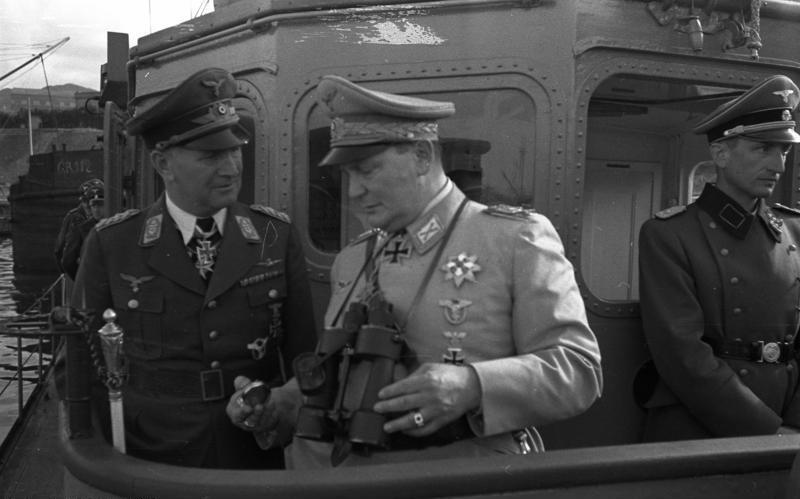
Hermann Göring und Bruno Loerzer um 1942

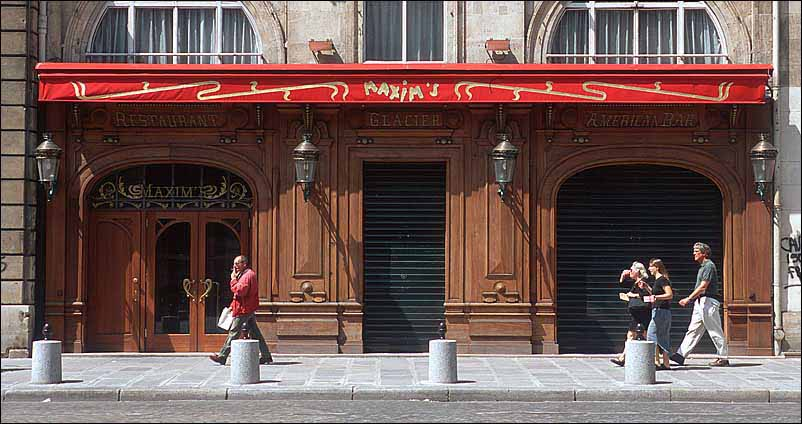
Das Maxim’s in Paris, von Horcher 1940 nach der deutschen Besetzung der Stadt übernommen

Das Restaurant wurde 1904 von dem aus Baden stammenden Weinhändler Gustav Horcher (1873–1931) in der Lutherstraße 21  Ecke Augsburger Straße (heute: Martin-Luther-Straße 12  Ecke Fuggerstraße 17) eröffnet. Nach dessen Tod führte es sein Sohn Otto weiter. Es war ein kleines, intimes Restaurant mit neun Tischen und acht Servicekräften. Serviert wurde gehobene Küche. Zu den Spezialitäten zählten die Medaillons Horcher und der Faisan de presse, für dessen Zubereitung die Fasanenknochen durch eine Presse gedreht und daraus die Sauce hergestellt wurde, die am Tisch flambiert wurde. Küchenchef war viele Jahre lang Domenico Poncini. 1920 entstand am Grundstück nebenan die Scala (Lutherstraße 22–24, Hufeisennummerierung; heute: Martin-Luther-Straße 14–18, Orientierungsnummerierung). In den 1920er Jahren zählten Stars der damaligen Zeit wie Fritzi Massary, Richard Tauber, Franz Werfel und viele andere zu den Stammgästen.
Otto Horcher verfügte in den 1930er Jahren über gute Verbindungen bis in die Spitze der NS-Hierarchie. So wurde ihm die Bewirtung der Dachterrasse des von Albert Speer entworfenen Deutschen Pavillons bei der Weltausstellung in Paris 1937 übertragen. Speer war ebenfalls ein Stammgast des Berliner Restaurants. Zu diesem Zeitpunkt zählte das Horcher schon zu den bevorzugten Restaurants von Hermann Göring und vielen hohen Offizieren der Luftwaffe wie Ernst Udet und Bruno Loerzer. Mit dem „Anschluss“ Österreichs an das Deutsche Reich im Jahr 1938 erwarb Horcher das Restaurant Die drei Husaren in Wien (1. Bezirk, Weihburggasse). Nach der deutschen Besetzung Frankreichs übernahm Horcher auch den Betrieb des weltberühmten Restaurants Maxim’s in Paris.
Nach der Schließung aller Revuetheater und Gaststätten durch einen Goebbels-Erlass am 10. August 1944 verlagerte Horcher – angeblich unter Mithilfe Görings – sein Berliner Restaurant noch im selben Jahr nach Madrid, wo es bis heute existiert (Calle Alfonso XII Nr. 6, im Stadtzentrum nahe dem Retiro-Park). Geführt wurde es bis 1975 von Ottos Sohn Gustavo, und seitdem von seinem Enkel Carlos, der auch Chefkoch ist. Im Horcher in Madrid verbrachte Jean-Claude Bourgueil 1968–1970 seine Lehrjahre. Angeblich war dieses Horcher viele Jahrzehnte lang ein beliebter Treffpunkt für in Spanien lebende NS-Größen wie Otto Skorzeny.